# Saverio Costanzo
Saverio Costanzo (Roma, 28 settembre 1975) è un regista e sceneggiatore italiano.

## Biografia
È figlio conduttore televisivo Maurizio Costanzo e della giornalista Flaminia Morandi. Ha una sorella maggiore, Camilla. Dopo essersi laureato in sociologia della comunicazione alla Sapienza - Università di Roma, Costanzo fa esperienza come conduttore radiofonico, sceneggiatore per telefilm della Rai e regista di spot pubblicitari. Negli anni novanta si trasferisce a New York dove lavora come operatore, aiuto-regista e documentarista. Insieme a Mario Gianani, nel 2001 fonda la casa di produzione Offside, dedicandosi in primis alla creazione di documentari e programmi a carattere storico per la televisione.
Successivamente ha espanso la sua attività verso lungometraggi, tra cui spicca la sua opera del 2004 Private, film che vide recensioni molto positive da parte dell'intera critica internazionale e che gli valse alcuni premi, come il Pardo d'oro e quello della giuria ecumenica durante il Festival di Locarno dello stesso anno. L'anno successivo, Saverio Costanzo è premiato con il Nastro d'argento e il David di Donatello, come miglior regista emergente del 2005. La sua seconda opera, In memoria di me, viene presentata per la prima volta nel 2007 durante il Festival del Cinema di Berlino, mentre negli anni successivi, dal 2009 si dedica alla trasposizione in versione cinematografica del romanzo vincitore del premio Strega di Paolo Giordano, La solitudine dei numeri primi, che divise la critica al Festival di Venezia del 2010.

## Vita privata
Nel 2007 ha avuto due figli dall'allora compagna Sabrina Nobile. Attualmente è legato sentimentalmente all'attrice Alba Rohrwacher.

## Filmografia

### Cinema
- Private (2004)
- In memoria di me (2007)
- La solitudine dei numeri primi (2010)
- Hungry Hearts (2014)
- Finalmente l'alba (2023)

### Televisione
- In Treatment – serie TV (2013-2017)
- L'amica geniale – serie TV, prima e seconda stagione (2018-2020)

### Documentari
- Caffè Mille Luci, Brooklyn, New York (1999)
- Sala rossa (2002)

## Riconoscimenti
- 2004 – Locarno Film Festival
  - Pardo d'oro per Private[6]
- Ciak d'oro 2005 – Migliore opera prima per Private[7]
- 2005 – David di Donatello
  - Miglior regista esordiente per Private[8]
- 2005 – Nastro d'argento
  - Miglior regista esordiente per Private[9]
- 2007 – Premio Flaiano
  - Miglior sceneggiatura per In memoria di me[10]
- 2017 – Premio SIAE per l'Innovazione Creativa[11]